# Делія Склабас
Делія Склабас (англ. Delia Sclabas, 8 листопада 2000) — швейцарська легкоатлетка, яка спеціалізується в бігу на середні та довгі дистанції, чемпіонка Європи 2017 року серед юніорів та дворазова чемпіонка Європи 2016 року серед юнаків.
Також брала участь в змаганнях з тріатлону. Віцечемпіонка світу (2017) і Європи (2018) з акватлону. Бронзова медалістка молодіжної першості континенту з дуатлону 2022 року. Триразова чемпіонка світу (2016, 2017, 2019) і чемпіонка Європи (2017) у змаганнях з дуатлону серед юніорів. Чемпіонка світу з акватлону серед юніорів 2017 року.

## Основні міжнародні виступи
| Рік                  | Змагання                       | Місто                | Місце                | Дисципліна           | Примітки             |
| Виступи за Швейцарія | Виступи за Швейцарія           | Виступи за Швейцарія | Виступи за Швейцарія | Виступи за Швейцарія | Виступи за Швейцарія |
| -------------------- | ------------------------------ | -------------------- | -------------------- | -------------------- | -------------------- |
| 2016                 | Чемпіонат Європи серед юнаків  | Тбілісі              | 1                    | 1500 метрів          |                      |
| 2016                 | 1                              | 3000 метрів          |                      |                      |                      |
| 2017                 | Чемпіонат Європи серед юніорів | Гроссето             | 1                    | 3000 метрів          |                      |
| 2018                 | Чемпіонат світу серед юніорів  | Тампере              | 3                    | 800 метрів           | [ 2 ]                |
| 2018                 | 3                              | 1500 метрів          | [ 3 ]                |                      |                      |